# Laurens ten Dam
Laurens ten Dam (* 13. November 1980 in Zuidwolde, Niederlande) ist ein ehemaliger niederländischer Radrennfahrer.

## Karriere
Laurens ten Dam begann seine Karriere 2002 bei Rabobank TT3, dem Farmteam der Profimannschaft Rabobank 2005 wurde er Vierter der Belgien-Rundfahrt und Dritter der Ster Elektrotoer. 2006 und 2007 fuhr er für die belgische Mannschaft Unibet.com, die 2007 eine Lizenz als ProTeam erhielt. In seinem ersten Jahr dort wurde er erst Fünfter bei den Vier Tagen von Dünkirchen und gewann  das Zeitfahren des Course de la Solidarité Olympique. 2008 wechselte er zum Rabobank-Team und gewann eine Etappe des Critérium International 2008 und die Bergwertung der Tour de Romandie 2009. Bei seinem Grand Tour-Debüt wurde er 21. der Tour de France 2008. Dieses Ergebnis konnte er in den nächsten Jahren nicht ganz bestätigen. Ihm gelang jedoch als Gesamtachter der Vuelta a España 2012 sein Durchbruch. Bei der anschließenden Tour de France 2012 wurde er 13. und 2014 Neunter. Beim Giro d’Italia 2017 war ten Dam einer der Helfer des Gesamtsiegers Tom Dumoulin.
Ten Dams Kollege Thomas Dekker, der zugab, während seiner Karriere Doping angewendet zu haben, bekundete in seiner Autobiografie Unter Profis, dass Ten Dam einer der wenigen sei, bei denen er sicher sei, dass er nicht dopen würde.
Nach Ablauf der Saison 2019 beendete ten Dam seine Karriere als Aktiver.

## Erfolge
2006
- eine Etappe Course de la Solidarité Olympique

2008
- eine Etappe Criterium International

2009
- Bergwertung Tour de Romandie

## Grand-Tour-Platzierungen
| Grand Tour            | 2008 | 2009 | 2010 | 2011 | 2012 | 2013 | 2014 | 2015 | 2016 | 2017 | 2018 | 2019 |
| --------------------- | ---- | ---- | ---- | ---- | ---- | ---- | ---- | ---- | ---- | ---- | ---- | ---- |
| Giro d’ItaliaGiro     | –    | 28   | –    | –    | –    | –    | –    | –    | –    | 34   | 35   | DNF  |
| Tour de FranceTour    | 21   | 60   | –    | 58   | 28   | 13   | 9    | 92   | 73   | 67   | 51   | –    |
| Vuelta a EspañaVuelta | –    | –    | DNF  | –    | 8    | DNF  | 44   | –    | –    | –    | –    | –    |

## Teams
- 2002 Rabobank TT3
- 2003 Rabobank TT3
- 2004 Bankgiroloterij
- 2005 Shimano-Memory Corp
- 2006 Unibet.com
- 2007 Unibet.com
- 2008 Rabobank
- 2009 Rabobank
- 2010 Rabobank
- 2011 Rabobank
- 2012 Rabobank Cycling Team
- 2013 Belkin-Pro Cycling Team
- 2014 Belkin-Pro Cycling Team
- 2015 Team Lotto NL-Jumbo
- 2016 Team Giant-Alpecin
- 2017 Team Sunweb
- 2018 Team Sunweb
- 2019 CCC Team